# Bundesstraße 518
De Bundesstraße 518 (afkorting: B 518) is een 12,1 kilometer lange weg (bundesstraße) in de Duitse deelstaat Baden-Württemberg.

## Overzicht
- Lengte: 12,1 km
- Beginpunt: Schopfheim
- Eindpunt: Zwitserse grens ten zuiden van Bad Säckingen.

## Verloop
De weg begint in Schopfheim aan de B 317 Lörrach-de aansluiting Titisee-West. De weg loopt door Wehr en Schwörstadt en Bad Säckingen om ten zuiden van Bad Säckingen te eindigen bij de Zwitserse grens. Tussen Schwörstadt en Bad Säckingen lopen de B34 en de B518 samen.

## Geschiedenis
De B 518 werd in de eerste helft van de jaren 70 van de 20e eeuw ingesteld.
B2 · B2a · B2R · B3 · B4 · B4R · B8 · B10 · B11 · B12 · B13 · B13n · B14 · B15 · B15n · B16 · B17 · B18 · B19 · B20 · B21 · B22 · B23 · B25 · B26 · B26a · B27 · B28 · B28a · B29 · B30 · B31 · B31a · B32 · B33 · B33a · B34 · B35 · B36 · B37 · B38 · B38a · B39 · B44 · B45 · B47 · B85 · B89 · B131n · B173 · B276 · B278 · B279 · B285 · B286 · B287 · B289 · B290 · B291 · B292 · B293 · B294 · B295 · B296 · B297 · B298 · B299 · B300 · B301 · B302 · B303 · B304 · B305 · B306 · B307 · B308 · B309 · B310 · B311 · B312 · B313 · B314 · B315 · B316 · B317 · B318 · B319 · B340 · B378 · B388 · B415 · B425 · B426 · B462 · B463 · B464 · B465 · B466 · B467 · B468 · B469 · B470 · B471 · B472 · B491 · B492 · B500 · B505 · B512 · B523 · B532 · B533 · B535 · B588 · B999